# Dragey-Tombelaine
Ancienne commune de la Manche, Dragey-Tombelaine a existé de 1973 à 1979. La commune a été créée par la fusion des communes de Dragey, Genêts, Ronthon et Saint-Jean-le-Thomas. En 1979, Genêts et Saint-Jean-le-Thomas redeviennent des communes indépendantes. Dragey-Tombelaine prend alors le nom de Dragey-Ronthon.